# 맨이터
맨이터는 미국의 게임 회사인 트립와이어 인터랙티브가 상어를 주제로 하여 만든 모바일 게임이다. 주로 백상아리와 같은 상어를 주제로 하여 만들은 게임이다.

## 특징
맨이터는 상어가 주인공인 게임으로 처음엔 황소상어를 이용해 게임을 진행하며 갓 태어난 어린 상어로 진행하게 된다. 어릴 때는 강에서 생활하다가 성장하면서 바다로 나가게 되며 여러 해양생물들을 먹이로 삼아 성장하게 된다. 처음에 황소상어를 다 키우면 황소상어 이외에도 다른 상어로 게임을 진행하여 육성하는 것이 가능하며 고래를 포함한 여러 해양생물들이 게임에 등장한다. 이는 헝그리 샤크와 비슷한 성격을 가진 게임이라고 할 수가 있다. 게임을 진행하다보면 유용한 아이템들이 나오는데 이럴 때에는 이런 아이템들을 필수로 확보해두는 것이 좋다. 2020년 5월 23일에 최초로 출시되어 지금까지 진행되는 게임이며 자연에서 상어가 성장하는 과정을 게임으로 정확하게 담은 게임이라고 할 수가 있다.

## 같이 보기
- 모바일 게임
- 상어
- 트립와이어 인터랙티브